# Francilly-Selency
Francilly-Selency ist eine französische Gemeinde mit 512 Einwohnern (Stand 1. Januar 2022) im Département Aisne in der Region Hauts-de-France (vor 2016 Picardie). Sie gehört zum Arrondissement Saint-Quentin, zum Kanton Saint-Quentin-1 und zum Gemeindeverband Pays du Vermandois.

## Geografie
Die Gemeinde Francilly-Selency liegt fünf Kilometer westlich von Saint-Quentin. Im Gemeindegebiet von Francilly-Selency zweigt die Autoroute A29 von der Autoroute A26 ab. Nachbargemeinden von Francilly-Selency sind Gricourt im Norden, Fayet im Nordosten, Saint-Quentin im Osten und Südosten, Dallon im Süden, Savy im Südwesten sowie Holnon im Westen.

## Geschichte
Im Jahr 1883 wurde Francilly-Selency, bis dahin Ortsteil von Fayet, als eigenständige Gemeinde ausgegliedert.

### Bevölkerungsentwicklung
| Jahr                       | 1962 | 1968 | 1975 | 1982 | 1990 | 1999 | 2006 | 2013 | 2021 |
| Einwohner                  | 223  | 229  | 343  | 426  | 419  | 435  | 455  | 429  | 562  |
| Quellen: Cassini und INSEE |      |      |      |      |      |      |      |      |      |

## Sehenswürdigkeiten

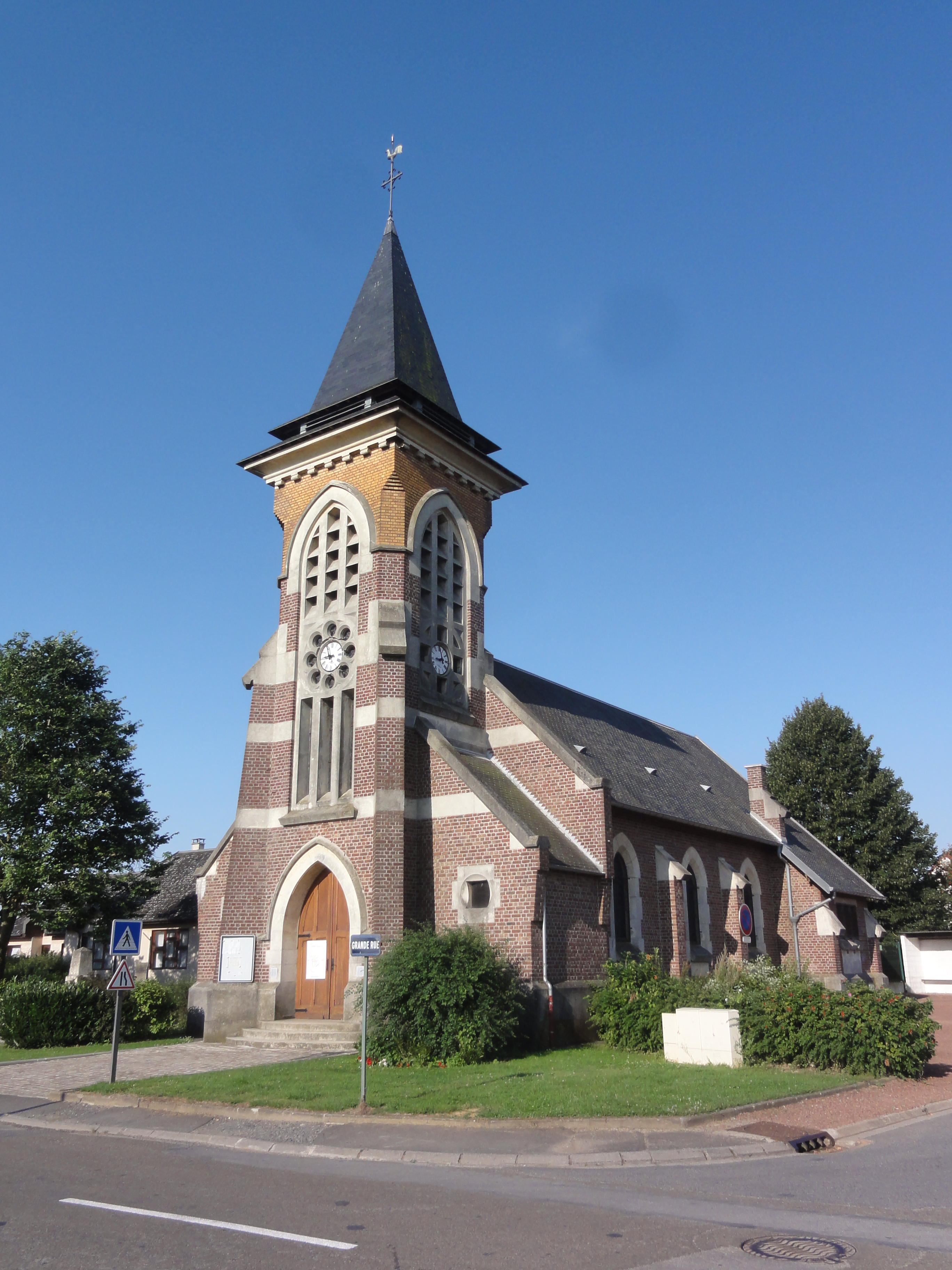
Kirche Sainte-Thérèse-de-l’Enfant-Jésus
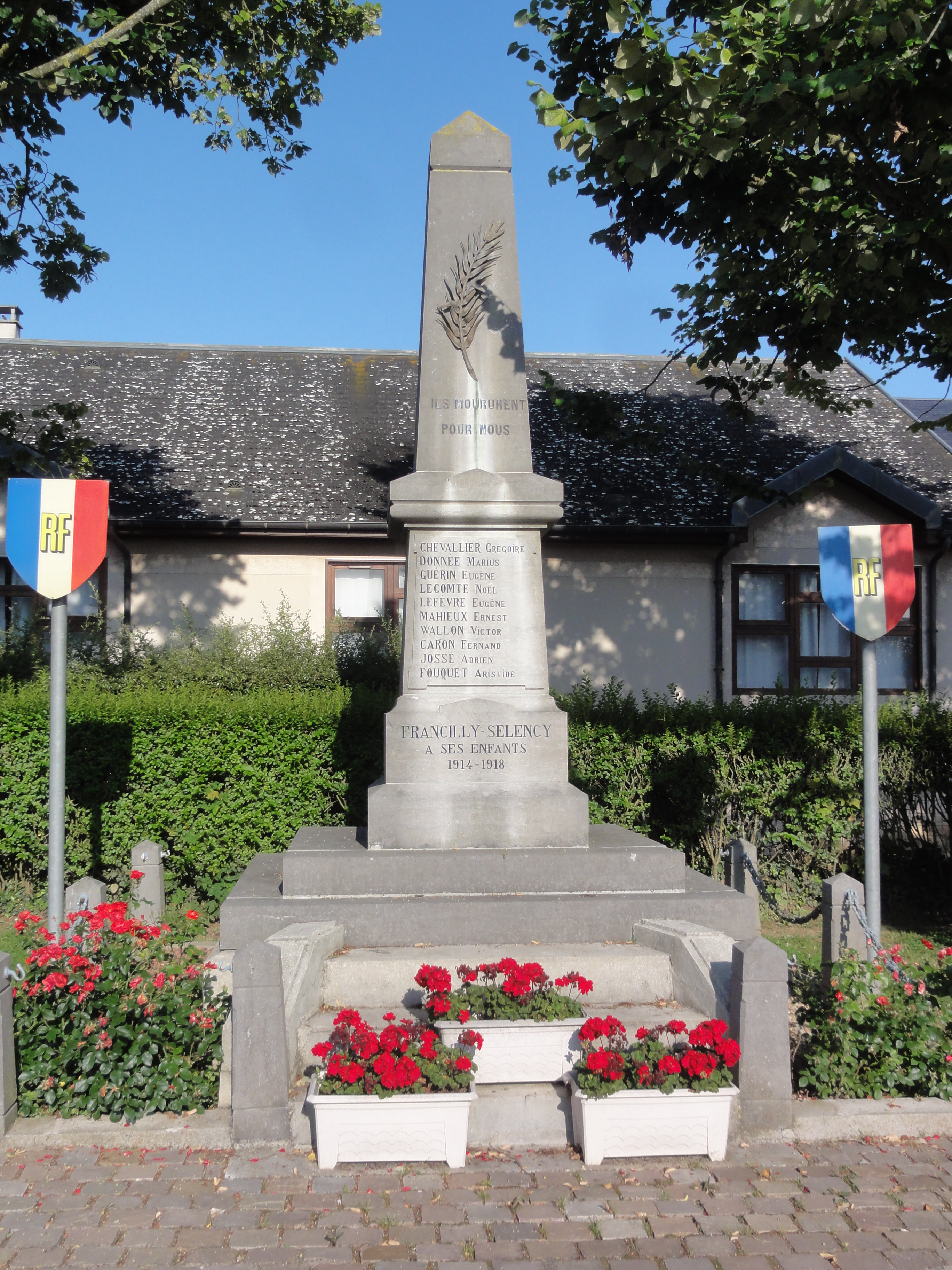
Wasserturm

- Kirche Sainte-Thérèse-de-l’Enfant-Jésus
- Gefallenendenkmal